# SSG Etzbach
Die Spiel- und Sportgemeinschaft Etzbach e.V. ist ein deutscher Sportverein mit Sitz in der rheinland-pfälzischen Ortsgemeinde Etzbach innerhalb der Verbandsgemeinde Hamm (Sieg) im Landkreis Altenkirchen (Westerwald).

## Abteilungen

### Volleyball

#### Männer

##### Anfänge bis 2. Bundesliga sowie Rückkehr in diese
Im Jahr 1971 spielte die erste Männer-Mannschaft in der Landesliga, stieg in diesem Jahr aber auch wieder ab. Ein Jahr später gelang aber der direkte Wiederaufstieg. Die Mannschaft stieg zur Saison 1982/83, nach einer Saison mit 36:0 Punkten von der Regionalliga in die 2. Bundesliga Süd auf. Mit 20:16 Punkten konnte das Team direkt über den vierten Platz die Klasse locker halten. Nach einer Folgesaison, die ebenfalls auf dem vierten Platz endete, reichte es nach der Spielzeit 1984/85 mit 26:10 Punkten sogar für den zweiten Platz. In der darauf folgenden Saison gelang wiederum der zweite Platz, diesmal jedoch sogar mit 34:6 Punkten. Nach einem weiteren knapp verpassten Aufstieg nahm die Mannschaft erstmals 1987 an der Aufstiegsrunde zur Bundesliga teil, verlor hier jedoch ebenfalls.
Nach dieser Saison verließ der bisherige Trainer Dieter Markus die Mannschaft in Richtung Fortuna Bonn und die Mannschaft kam im folgenden Jahr fast komplett unter die Räder und konnte erst nach der Rückkehr des Trainers die Kurve kriegen. Nach dieser Spielzeit endete diese Zeit in der zweiten Bundesliga aber erst einmal wieder, da man die Klasse nun nicht mehr halten konnte. Im Folgejahr gelang zurück in der Regionalliga auch erst einmal nur der fünfte Platz. Nach einem weiteren vierten Platz im Jahr 1991 wurde das Team schließlich 1992 wieder Meister der Regionalliga und setzte sich auch in der Relegationsrunde durch, womit die Rückkehr in die 2. Bundesliga gelang.
Im ersten Jahr zurück in der zweiten Liga gelang nach einer guten Hinrunde noch recht knapp der Klassenerhalt. Diese Leistung wurde aber auch in der Folgesaison nicht besser, womit das Team nach Saison im Jahr 1994 als Drittletzter wieder absteigen musste. Nachdem in der Saison 1995/96 nicht der direkte Wiederaufstieg gelungen war, verließen in der Folgesaison mehrere Spieler den Verein und die Mannschaft musste sich zwangsweise in die Rheinland-Pfalz-Liga zurückziehen. In den nächsten zwei Spielzeiten wurde die Relegation zur Oberliga zwar erreicht, dort konnte man sich jedoch am Ende nicht durchsetzen.

##### Dritte Rückkehr in die 2. Bundesliga Süd bis Neuanfang
Zur Saison 1999/2000 kam es durch eine Übertragung des Spielrechts vom TV Koblenz-Lützel sowie sechs Spielern des Vereins zur sofortigen Rückkehr in die Regionalliga. In dieser Saison wurde auch sofort die Meisterschaft erreicht, und damit stieg die Mannschaft des Vereins nun zum dritten Mal in die 2. Bundesliga Süd auf. Die Spielzeit 2000/01 endete für das Team mit 24:24 Punkten auf dem siebten Platz. Nach der Saison verließen aber zwei wichtige Spieler den Verein, für welche kein Ersatz gefunden werden konnte. Dies führte abschließend dazu, dass man ein weiteres Mal die Mannschaft aus einer Spielklasse zurückzog, diesmal ging es nun in der Bezirksklasse Neuwied-Westerwald weiter. Zum Ende der Saison 2003/04 wurde die Mannschaft hier Meister und stieg in die Bezirksliga auf. Gleich anschließend wurde man auch hier Meister nach der Saison 2004/05, verlor jedoch gegen den LAF Sinzig das Relegationsspiel um den Aufstieg. Trotzdem schaffte man es zur Saison 2005/06 in die Verbandsliga Rheinland und erreichte hier den dritten Tabellenplatz am Ende der Runde.
Durch Verzicht anderer Mannschaften bekam das Team dann sogar noch die Möglichkeit an der Rheinland-Pfalz-Liga teilzunehmen, was von diesem auch angenommen wurde. Vom Sportlichen her reichte es nach dieser Saison jedoch nicht in dieser Liga zu bleiben und man stieg als Vorletzter wieder zurück in die Verbandsliga ab. Zwar wurde die Mannschaft nun gleich in der Folgesaison auch hier wieder Meister, verzichtete erst einmal jedoch auf den Aufstieg. Nach einem fünften Tabellenplatz nach der Saison 2008/09 löste sich die Mannschaft dann größtenteils aus Altersgründen komplett auf.
Die zweite Mannschaft wurde somit zur ersten und wurde in der Saison 2008/09 sogar noch Meister, womit die neue erste Mannschaft gleich in der Verbandsliga starten konnte. Dort gelang gleich in der Debüt-Saison 2009/10 auch direkt der zweite Platz, was durch das Ausbleiben von Absteigern aus der Oberliga dazu führte, gleich in die Rheinland-Pfalz-Liga aufzusteigen. Hier etablierte sich die Mannschaft erst einmal und belegte ein paar Positionen im Mittelfeld. In der Saison 2013/14 kam es aber kurzfristig zum Abgang von drei Stammspielern, womit diese von Mitgliedern aus der zweiten Mannschaft ersetzt werden mussten. Dies reichte jedoch nicht um die Klasse zu halten und somit musste die Mannschaft wieder zur Folgesaison wieder eine Liga tiefer antreten. Zur Saison 2014/15 kamen dann alle Spieler der zweiten Mannschaft in die erste, und gemeinsam schaffte man den direkten Wiederaufstieg in die Landesliga. Hier gelang in der Folgesaison aber nicht nur der erzielte Klassenerhalt, sondern auch direkt die Meisterschaft und somit der Aufstieg weiter hoch in die Oberliga. Doch auch diesmal wanderten wieder ein paar wichtige Spieler ab, für diese konnte zwar Ersatz gefunden werden, jedoch reichte dies nicht aus und das Team stieg mit 18 Niederlagen direkt wieder ab. Hier spielt die Mannschaft auch bis heute.

#### Frauen
Die Mannschaft spielte im Jahr 1980 in der Landesliga. Im Jahr 1983 stieg die Mannschaft schließlich aus der Oberliga ab. In die Landesliga ging es dann wieder im Jahr 1986, aus der man im Jahr 1990 wieder in die Bezirksliga abstieg, um die 2000er-Wende herum ging es dann sogar runter in die Bezirksklasse. Nach der Rückkehr in die Bezirksliga wurde die Mannschaft nach der Saison 2005/06 mit 30:2 Punkten hier wieder Meister und stieg somit in die Verbandsliga auf. Direkt in der Saison 2006/07 wurde die Mannschaft auch hier wieder Meister und stieg erneut auf, diesmal in die Rheinland-Pfalz-Liga. Hier war die Aufstiegsserie jedoch noch nicht beendet, denn durch das erneute erreichen der Meisterschaft ging es für das Team direkt weiter in die Oberliga Rheinland-Pfalz/Saarland.
Die Saison 2009/10 sollte aber nicht nur mit dem Klassenerhalt enden, sondern auch mit sechs Punkten Vorsprung als Meister der Oberliga, womit es ein weiteres Mal direkt eine Liga höher in die Regionalliga Südwest ging. Die erste Saison hier (2010/11) endete dann sogar auf dem dritten Platz. Nach der Spielzeit 2011/12 belegte die Mannschaft mit den fünften Platz einen Aufstiegsplatz zur neuen Dritten Liga. Auf diesen Aufstieg verzichtete man jedoch, da viele Spielerinnen aus beruflichen Zeitgründen keine Möglichkeiten hätten den erhöhten Zeitaufwand zu erbringen.
Somit fing die Mannschaft zur Saison 2012/13 noch einmal neu in der Bezirksliga an und wurde hier aber auch direkt mit ehemaligen Regionalligaspielerinnen direkt Meister und stieg in die Verbandsliga auf, wo man sich erst einmal halten konnte. In der Saison 2016/17 reichte es sogar für den zweiten Platz, jedoch ging das Qualifikationsspiel um den Aufstieg gegen die SG Worms-Hochheim anschließend verloren. Bis heute spielt die Mannschaft weiter in der Verbandsliga Nord.